# 11791 Sofiyavarzar
11791 Sofiyavarzar este un asteroid din centura principală de asteroizi.

## Descriere
11791 Sofiyavarzar este un asteroid din centura principală de asteroizi. A fost descoperit pe 26 septembrie 1978 la Observatorul de Astrofizică din Crimeea de Liudmila Juravliova. Asteroidul prezintă o orbită caracterizată de o semiaxă mare de 2,62 ua, o excentricitate de 0,24 și o înclinație de 5,7° în raport cu ecliptica.